# غرناويك
غرناويك هي قرية في مقاطعة خوي، إيران. عدد سكان هذه القرية هو 1,022 في سنة 2006.